# Uscarrés
Uscarrés (en euskera y cooficialmente Uskartze) es una villa y un concejo español de la Comunidad Foral de Navarra perteneciente al municipio de Gallués.
Está situado en la Merindad de Sangüesa, en el valle de Salazar, en la comarca de Roncal-Salazar y a 70 km de la capital de la comunidad, Pamplona. Su población en 2014 fue de 43 habitantes (INE)
Mientras el Valle de Salazar constituía una sola unidad administrativa, siempre perteneció al valle, sin embargo tras las reformas administrativas entre 1835 a 1845, pasó a formar parte del concejo de Gallués, siendo Uscarrés, el mayor poblado del municipio.
Como todos los pueblos de Salazar, Uscarrés destaca por la construcción religiosa, siendo el mayor monumento del pueblo, la Iglesia de la Asunción que data de los años 1200.
Otro monumento de Uscarrés como en las otras villas del valle, destaca la Casa-Palacio con torre aspillerada.
Su gentilicio es uskarztarra, tanto en masculino como en femenino.

## Fiestas
Como las demás localidades salacencas, en Uscarrés se celebran fiestas patronales, desde el 15 al 18 de agosto, y siendo también importantes las romerías, como la dedicada a Nuestra Señora de Arburúa, celebrada el primer domingo de junio, en conjunto con otros pueblos de Gallués, llamada la Romería de las siete cruces y el Día de las Reliquias, que se celebra el martes anterior a Corpus Christi, en donde se reparte queso y vino. 